# Famiglia estesa

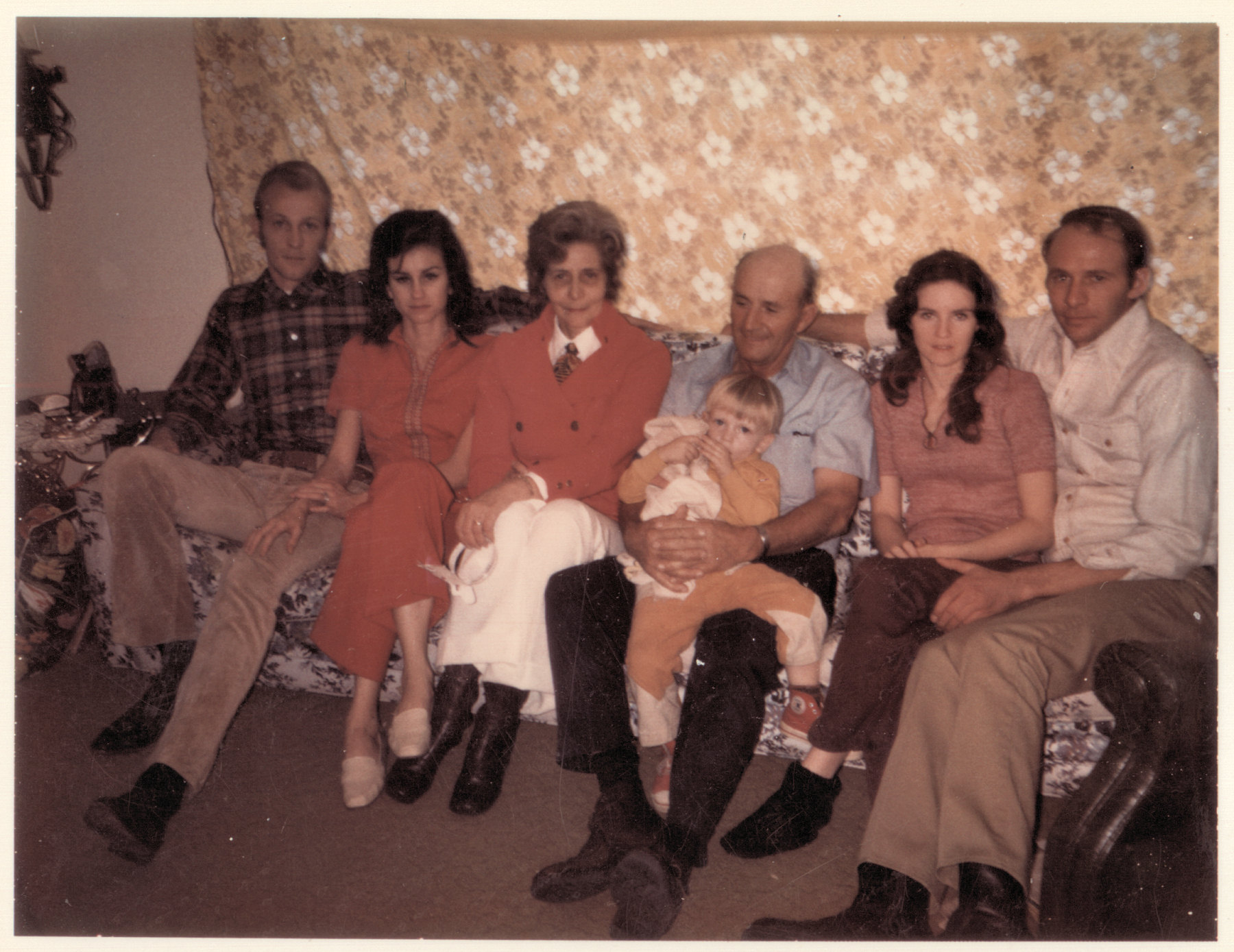
Famiglia estesa.

Una famiglia estesa (o famiglia allargata) consiste di un gruppo più grande di più di una generazione di persone tra loro imparentate.
Questi possono essere i genitori con i loro figli e nipoti, zii, zie o altri parenti. In precedenza più volte veniva inclusa anche la servitù. I membri della famiglia vivono perlopiù in un'abitazione o in un insediamento e costituiscono un'unità economica che consiste per esempio di agricoltura o manodopera comune. 
Nei paesi industrializzati le famiglie estese hanno ancora un loro ruolo, ma solo superficialmente. Questa è un'analisi sociologica non molto comune, tanto che le famiglie estese sembrano 'scomparse'. Al contrario sono più diffuse nei paesi poveri. Questo dipende soprattutto dalla struttura agricola ivi diffusa e da un sistema sociale carente, in modo che i bambini diventino la "pensione" degli anziani. 
In società in cui la poligamia è permessa le leghe famigliari possono essere ancora più grandi.

## La famiglia estesa (allargata) nell'epoca post-industriale
La famiglia "allargata" si è sviluppata in modo particolare nel periodo post-industriale, cioè a partire dagli ultimi anni del Novecento, ed oggi è piuttosto diffusa a seconda della collocazione geografica. 
La famiglia "allargata" post-industriale è composta in genere da madre, padre, figli e i figli dei propri partner.
Tra i vantaggi principali della famiglia allargata post-industriale vi sono la possibilità di permettere molti anni di studio ai propri figli senza dover sostenere le spese di alloggi differenziati, la possibilità di non dover sostenere spese di accompagnamento per anziani parzialmente o completamente inabili e le spese per il relativo alloggio in diversa abitazione.
I nonni, che sono generalmente molto giovani, aiutano la famiglia "lavorando" come baby-sitter, infatti spesso si sostituiscono ai genitori come educatori e compagni di gioco e di studio dei nipoti, dato che i genitori, sia l'uomo che la donna, sono impegnati nel lavoro (in genere di 8 ore).

### Famiglia ricomposta
Termine coniato recentemente per indicare una famiglia di nuova costituzione con "un partner diverso da quello attuale dopo una precedente rottura". 

### Il mito della famiglia estesa
In Europa centrale viene sopravvalutata molte volte la quantità e la dimensione delle precedenti famiglie estese. A questo contribuiscono i seguenti aspetti: 
- Nel secolo scorso e in quello precedente, la mortalità infantile e femminile era ancora molto alta. Per esempio tra il 1832 e il 1835 in Baviera su 1.000 neonati 302 morivano entro il primo anno di età e tra il 1901 e il 1905 i bambini erano ancora 240.
- Per questo le famiglie allora erano ancora almeno il doppio più grandi di adesso. La dimensione media della famiglia in Baviera tra il 1818 e il 1871 ammontava a 4,6 persone, nel 1900 è salito a 4,7 persone a breve termine ed è diminuito fino a 4,3 persone nel 1925.
- A questo fattore ha contribuito anche il fatto che in campagna l'età da matrimonio era sui 28 anni per i maschi e di 27 anni per le donne[senza fonte] (dopo una diminuzione parziale siamo ora più o meno nelle stesse condizioni di 100 anni fa). Con la bassa aspettativa di vita e la menopausa più precoce erano quindi disponibili circa 15 anni per il concepimento di bambini.
- In totale perciò le famiglie facevano meno di quanto venga generalmente accettato.

Un aspetto ulteriore è la quantità di popolazione, per cui un matrimonio era appena possibile. Per questo in molti dei precedenti gruppi familiari vivevano e lavoravano persone estranee alla famiglia, cosa che rendeva la struttura della famiglia estesa difficile da osservare. 
Dal punto di vista sociologico anche nel nostro passato esistevano famiglie ristrette e famiglie patchwork incomplete. Il passaggio presunto da famiglia estesa a famiglia ristretta è perciò inadatto, ossia coinvolge solo il numero dei bambini e a malapena quella delle generazioni.